# Cornelis Jacobus Snijders

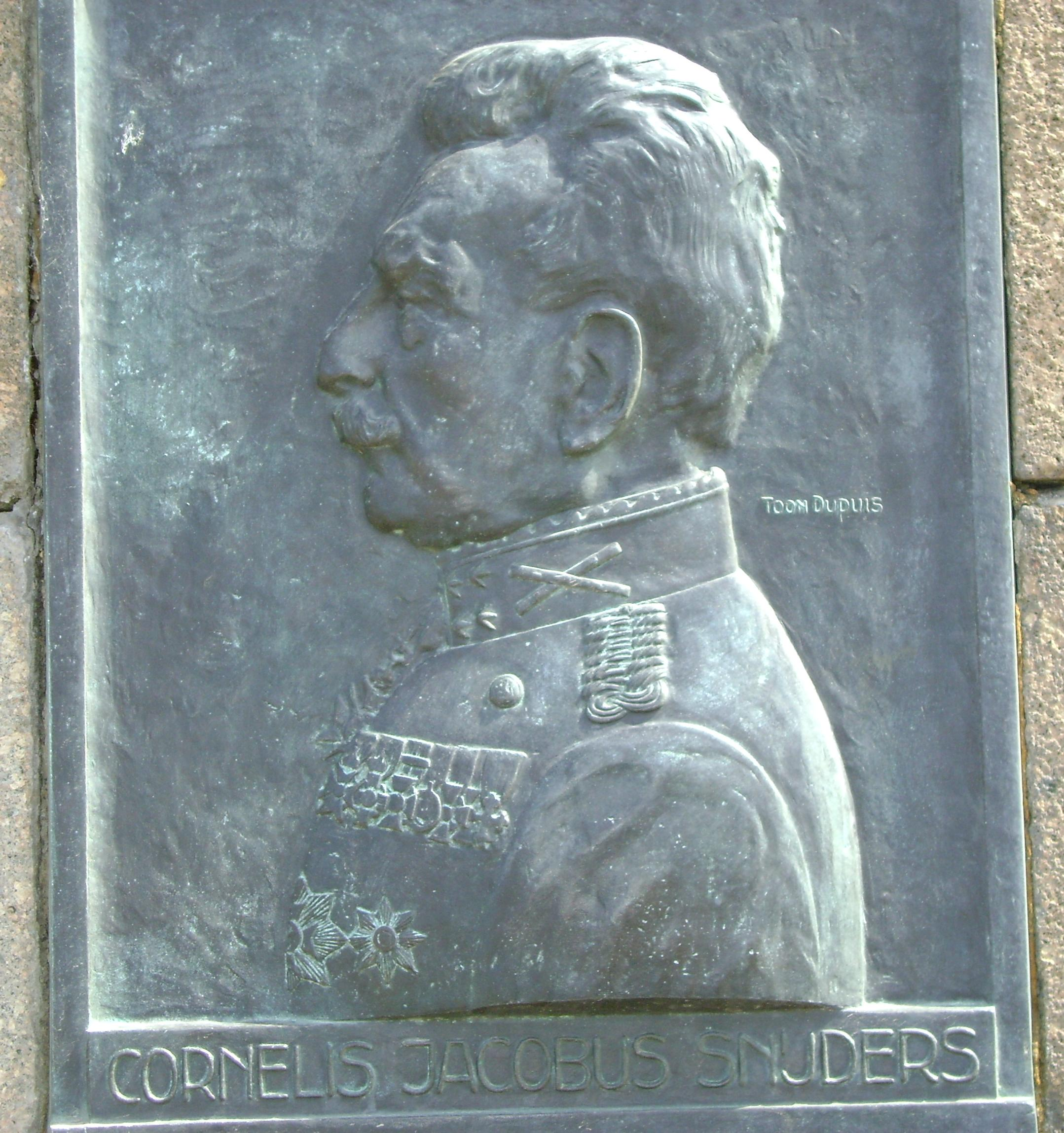
Generaal Cornelis Jacobus Snijders.
Gedenkplaat in Scheveningen

Cornelis Jacobus Snijders (Nieuwe-Tonge, 29 september 1852 – Hilversum, 26 mei 1939) was een Nederlands generaal.

## Loopbaan

### Jonge jaren
Na de HBS in Middelburg begon Snijders met de genie-opleiding aan de Koninklijke Militaire Academie (KMA) te Breda.

### Militaire carrière
In 1873 ging hij als officier mee met de Atjehoorlog van het KNIL. Twee jaar later, op 21 oktober 1875, keerde hij terug naar Nederland en werd benoemd tot Ridder 4e klasse der Militaire Willems-Orde.
Hij werd weer ingedeeld bij het Korps Ingenieurs, Mineurs en Sappeurs in Utrecht. Op 1 september 1876 werd hij overgeplaatst naar de KMA waar hij tot 1880 bleef. Na zijn overplaatsing naar Dordrecht hield hij zich bezig met de bouw en inrichting van de nieuwe kustforten Harssens, bij IJmuiden en bij Hoek van Holland. In de periode 1882-1886 was hij gedetacheerd bij Grusonwerk. Daar hield hij toezicht op de vervaardiging en de aflevering van het pantser voor de drie genoemde forten. Tussen 1887 en 1894 keerde hij terug naar de KMA als hoofd van onderwijs voor de genie-wetenschappen. In 1906 werd hij tot kolonel gepromoveerd en op 19 oktober 1907 werd hij voorzitter van de nieuw ingestelde Vereeniging tot Bevordering van de Luchtscheepvaart. Een jaar later werd hij sous-chef bij de Generale Staf. Twee jaar later volgde zijn promotie tot chef bij deze organisatie.
Vlak voor het uitbreken van de Eerste Wereldoorlog, op 31 juli 1914, werd hij benoemd tot Opperbevelhebber van de Nederlandse Land- en Zeemacht. 
In april 1918 veroorzaakte de opstelling van Snijders omtrent mogelijke zand- en grindtransporten vanuit Duitsland naar België over Nederlands grondgebied haast een kabinetscrisis in het neutrale Nederland. Het Kabinet-Cort van der Linden wilde Snijders ontslaan wegens defaitisme, maar Koningin Wilhelmina weigerde het ontslag te bekrachtigen. In de situatie die toen ontstond, werd er een poging gedaan tot een socialistische revolutie, bekend onder de naam Vergissing van Troelstra. Medio 1918 werd hij opgevolgd door luitenant-generaal Willem Frederik Pop. Op 9 november 1918 kreeg hij eervol ontslag.
Na zijn pensionering bleef hij actief, zo werd hij onder meer voorzitter van de Koninklijke Nederlandse Vereniging 'Ons Leger', lid van de raad van bestuur van de Koninklijke Nederlandsch-Indische Luchtvaart Maatschappij en voorzitter van de Koninklijke Nederlandse Vereniging voor Luchtvaart. In 1926 kwam een werkgroep in Amsterdam bijeen voor het behoud van vestingen, waaronder Naarden. De eerste voorzitter werd Snijders. In 1932 kwam uit de werkgroep de Stichting Menno van Coehoorn voort.

### Politieke carrière
In 1933 werd Snijders als lijsttrekker verkozen tot de Tweede Kamer voor het Verbond voor Nationaal Herstel. Hij stond zijn zetel echter af aan William Westerman.
In 1939 overleed hij, op 86-jarige leeftijd, in Hilversum. Op 31 mei werd, onder een overweldigende toeloop van belangstellenden, waarbij, behalve een tweetal vertegenwoordigers van H.M. de koningin, onder meer de minister-president en zes van de overige leden van het kabinet aanwezig waren, zijn stoffelijk overschot op de begraafplaats "Oud Eik en Duinen" te Den Haag ter aarde besteld. Minister Hendrikus Colijn sprak tijdens de begrafenisceremonie:

"En nu is dit aardse leven ten einde. Wij staan bij de baar van een waarlijk groot man van wie echter evenals van ieder onzer geldt: stof zijt gij en tot stof zult gij wederkeren."
— grafrede van minister Hendrikus Colijn

### Gedenkplaat
Op een muur van de boulevard van Scheveningen, iets ten noorden van Sea Life Scheveningen, is een gedenkplaat aangebracht. Hij is in 1921 vervaardigd door Toon Dupuis. Ernaast staat de volgende tekst:

## Eerbetoon
- De stichting Generaal Snijders-Fonds reikt om de paar jaar een gouden medaille, de C.J. Snijders-medaille, uit aan diegene die zich verdienstelijk heeft gemaakt voor de Nederlandse luchtvaart.
- In Nijmegen werd in 1934 de Tweede Infanterie Kazerne naar hem vernoemd als Snijderskazerne.
- In Nieuwe-Tonge is er een straat naar hem vernoemd.
- In Badhoevedorp dragen een straat en plantsoen zijn naam.
- In 's-Gravenzande is een schietsportvereniging naar hem vernoemd[6].
- Bij het National Militair Museum op de voormalige vliegbasis Soesterberg staat een standbeeld van Generaal Snijders. In het verleden stond het monument bij de Snijdershal van het Militaire Luchtvaart Museum op Kamp van Zeist[7].

### Decoraties
- 13 november 1919:  Ridder Grootkruis in de Orde van de Nederlandsche Leeuw
- 13 november 1919:  Ridder in de Orde van de Gouden Leeuw van Nassau
- 1939 (postuum):  Kruis van Verdienste van de Nationale Bond "Het Mobilisatiekruis 1914-1918"
- Ridder 4e klasse in de Militaire Willems-Orde
- Grootofficiers in de Orde van Oranje Nassau
- Kruis van Verdienste van het Nederlandse Rode Kruis
- Ereteken voor Belangrijke Krijgsbedrijven
- Atjeh-medaille 1873-1874
- Onderscheidingsteken voor Langdurige Dienst als officier
- Mobilisatiekruis 1914-1918
- Ridder Grootkruis in de Kroonorde
- Commandeur in de Orde van Sint-Olaf
- Commandeur in de Orde van het Zwaard
- Officier in de Orde van de Kroon van Roemenië